# Hispano-Suiza Carmen
Hispano-Suiza Carmen — электрический спортивный автомобиль производства Hispano-Suiza.
Компания Hispano-Suiza Cars успешно сконструировала и запустила в производство первый с 1930-х годов испанский автомобиль этой марки. Премьера Carmen состоялась на Женевском автосалоне 2019 года в виде двухдверного купе. Автомобиль построен на карбоновой раме, покрытой алюминиевым кузовом. Компания Hispano-Suiza создала этот автомобиль в ответ на другие сверхбыстрые электромобили таких компаний, как Lotus и Rimac.
За стилистический дизайн автомобиля отвечала барселонская дизайн-студия Cero Design, которая придала ему эстетику, сочетающую авангардные, футуристические стилистические решения с эстетикой ретро, отсылающей непосредственно к Hispano-Suiza H6B Dubonnet Xenia. Это отчетливо показали, среди прочего, прикрытые колесные арки над задними колесами, а также остроконечная задняя часть, украшенная тиснением и логотипами, отсылающими к исторической маркировке Hispano-Suiza. Модель Carmen названа в честь Кармен Матеу, внучки одного из соучредителей Hispano-Suiza Дамиана Матеу. Это была попытка восстановить Hispano-Suiza как автомобильную компанию, и основатели Hispano-Suiza Cars отдали ей должное.

## Carmen Boulogne

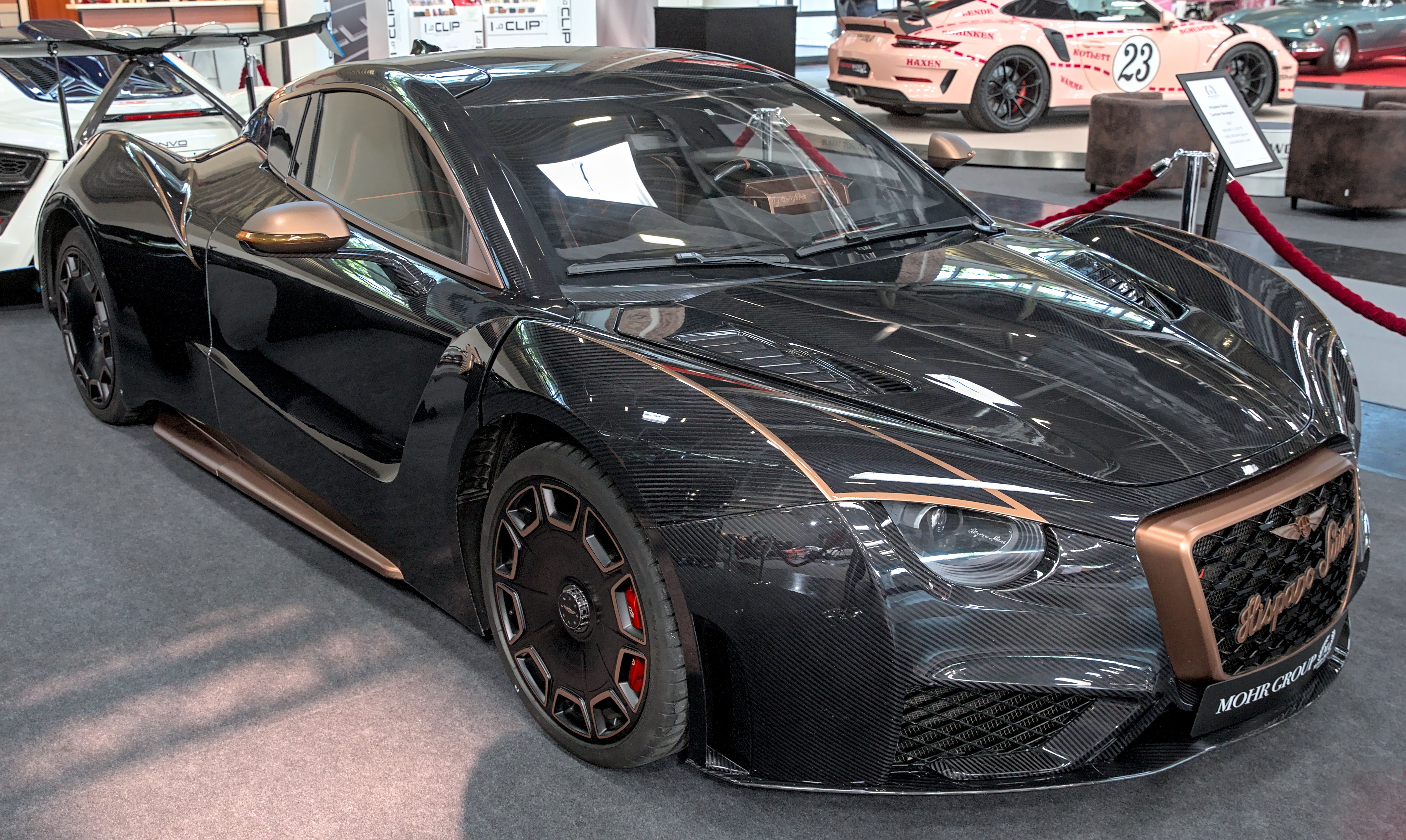
Hispano-Suiza Carmen Boulogne

В сентябре 2021 года Hispano-Suiza представила специальную ограниченную версию своего электрического гиперкара Carmen Boulogne. Автомобиль претерпел обширные визуальные модификации, потеряв характерный кожух заднего колеса и получив неокрашенный черный кузов из углеродного волокна, обогащенный медными вставками. Автомобиль также получил более мощную систему привода, в которой к стандартным двум электромоторам добавились еще два, что позволило добиться суммарной мощности 1114 л. с. и максимального крутящего момента 1600 Нм. Автомобиль разгоняется до 100 км/ч (62 миль в час) за 2,7 секунды, а максимальная скорость ограничена на отметке 290 км/ч (180 миль в час). Компания планировала построить пять экземпляров, поставки запланированы на 2022 год. Цена автомобиля составляет менее 2 миллионов евро.